# Ретроградація крохмалю
Явище ретроградації крохмалю лежить в основі утворення черствого хліба і може розглядатися як протилежність желатинізації : воно полягає в прагненні крохмалю відновити свою первісну структуру.
Черствіння – це процес, який спричиняє псування (черствіння ) хліба та інших продуктів, багатих складними вуглеводами . Хоча крохмаль фактично ніколи не повертається до конфігурації, подібної до початкової, утворюється жорстка проміжна структура внаслідок зближення ланцюгів амілози та росту кристалів амілопектину . Тому кількість ретроградного крохмалю прямо пропорційна вмісту амілози.
Коли з часом у випадку хліба вода мігрує до зовнішньої кірки, крохмалисті компоненти кристалізуються, що призводить до збільшення консистенції (черствий хліб). Засвоюваність у цьому випадку знижується, хоча ретроградація крохмалю, здається, пов’язана зі зменшенням раку товстої кишки . 
Явище ретроградації є максимальним при температурі приблизно -3 °C, тоді як воно затримується замерзанням.